# Häusern
Häusern è un comune tedesco di 1 324 abitanti,, situato nel land del Baden-Württemberg.